# Chainer
Chainer（チェイナー）は、ニューラルネットワークの計算および学習を行うためのオープンソースのソフトウェアライブラリである。バックプロパゲーション（誤差逆伝播法）に必要なデータ構造をプログラムの実行時に動的に生成する特徴があり、複雑なニューラルネットワークの構築を必要とするディープラーニング（深層学習)で用いられる。Python 2.x系および3.x系から利用でき、GPUによる演算をサポートしている。株式会社Preferred Networks（PFN）からリリースされている。2019年12月5日、開発元のPFNはフレームワーク開発を終了してChainerはメンテナンスフェーズへ移行すること、自社はChainerからFacebookが主導するPyTorchに順次移行することを発表した。
Chainerは"define-by-run"というモデル設計手法を取り入れた深層学習のフレームワークの先駆けで、後発のPyTorchなどにも大きな影響を与えた。Preferred Networks（PFN）が日本の機械学習系のベンチャー企業であることから、日本語の関連資料が多いという特徴があった。

## PaintsChainer
PaintsChainer（ペインツ・チェイナー）はChainerを用いてPFN社の米辻泰山が作成した線画自動着色ソフト。ユーザーは「たんぽぽ」「さつき」「かんな」の3種類のAIを選択できる。数日で100万件のアクセスを記録し、2018年には文化庁の第21回メディア芸術祭エンターテイメント部門で優秀賞を受賞した。中国語版のサイトもある。米辻はインターネット上で60万枚のカラー画像データを収集し、線画に変換。この線画とカラー画像をデータとして深層学習でモデルを作成し、2017年1月27日に公開した。

### モデル（擬人化AI）
たんぽぽ
初期モデル。似た色でぼかす傾向があり、淡く柔らかい諧調が特徴。
さつき
2017年5月に投入された。グラデーションが特徴。たんぽぽと同じモデルで、パラメータが異なる。
かんな
2017年10月に投入された。陰影が特徴で、線のない箇所にハイライトを入れることができ、瞳の着色も可能。他の2つとは異なるモデルを用いており、計算量も大きい。

### 運営体制
Preferred Networks
2019年11月までの運営会社で、使用された深層学習フレームワーク「Chainer」は同社による。「PaintsChainer」の登録商標はPFNが所有。
さくらインターネット
PaintChainerはウェブ上で使用するため、同社の「高火力コンピューティング」環境に支えられている
Pixiv
「さつき」はPixivと共同でリリースされ、同社の「pixiv Sketch」にPaintsChainerがAPIとして組み込まれている。2019年11月15日から、ピクシブ株式会社がPaintsChinerの運営を引き継いだ。

## 用途
ChainerはPythonから利用でき、以下のような用途に利用できる。
- 画像認識[3]（顔認識、被写体検索、画像検索[要出典]）
- 線画自動着色（PaintsChainer）[12][16]
- 音声認識[5]
- 自然言語処理[3]
- データ解析[3]